# Guthrie Center
Guthrie Center är administrativ huvudort i Guthrie County i den amerikanska delstaten Iowa. Orten har fått sitt namn efter countyt som döptes efter militären Edwin B. Guthrie som tjänstgjorde i mexikansk-amerikanska kriget.